# Liste der Nummer-eins-Hits in Kanada (2007)
Diese Liste enthält alle Nummer-eins-Hits in Kanada im Jahr 2007. Es gab in diesem Jahr 14 Nummer-eins-Singles und 32 Nummer-eins-Alben.
| Singles | Alben |
| --- | --- |
| - U2 & Green Day – The Saints Are Coming - 9 Wochen (18. November 2006 – 16. Januar 2007) - U2 – Window in the Skies - 8 Wochen (17. Januar – 14. März) - 30 Seconds to Mars – The Kill - 2 Wochen (15. März – 28. März) - Akon – Don't Matter - 3 Wochen (29. März – 18. April) - Arctic Monkeys – Brianstorm - 1 Woche (19. April – 25. April) - Nine Inch Nails – Survivalism - 7 Wochen (26. April – 15. Juni) - Rihanna feat. Jay-Z – Umbrella - 4 Wochen (16. Juni – 13. Juli) - Fergie – Big Girls Don’t Cry - 3 Wochen (14. Juli – 3. August) - Plain White T’s – Hey There Delilah - 1 Woche (4. August – 10. August, insgesamt 3 Wochen) - Sean Kingston – Beautiful Girls - 2 Wochen (11. August – 24. August) - Plain White T’s – Hey There Delilah - 2 Wochen (25. August – 7. September, insgesamt 3 Wochen) - Timbaland feat. Keri Hilson & D.O.E. – The Way I Are - 3 Wochen (8. September – 28. September) - Kanye West – Stronger - 2 Wochen (29. September – 12. Oktober, insgesamt 3 Wochen) - Britney Spears – Gimme More - 2 Wochen (13. Oktober – 26. Oktober) - Kanye West – Stronger - 1 Woche (27. Oktober – 2. November, insgesamt 3 Wochen) - Timbaland presents OneRepublic – Apologize - 13 Wochen (3. November 2007 – 1. Februar 2008) | - Il Divo – The Christmas Collection - 3 Wochen (16. Dezember 2006 – 5. Januar 2007) - Sarah McLachlan – Wintersong - 1 Woche (6. Januar – 12. Januar) - The Beatles – Love - 1 Woche (13. Januar – 19. Januar, insgesamt 2 Wochen; → 2006) - Verschiedene Interpreten – Muchdance 2007 - 1 Woche (20. Januar – 26. Januar) - Justin Timberlake – FutureSex/LoveSounds - 1 Woche (27. Januar – 2. Februar, insgesamt 2 Wochen) - Nelly Furtado – Loose - 2 Wochen (3. Februar – 16. Februar, insgesamt 4 Wochen; → 2006) - Norah Jones – Not Too Late - 5 Wochen (17. Februar – 23. März) - Arcade Fire – Neon Bible - 1 Woche (24. März – 30. März) - Neil Young – Live At Massey Hall 1971 - 1 Woche (31. März – 6. April) - Modest Mouse – We Were Dead Before The Ship Even Sank - 1 Woche (7. April – 13. April) - Tim McGraw – Let It Go - 1 Woche (14. April – 20. April) - Marie-Elaine Thibert – Comme Ca - 2 Wochen (21. April – 4. Mai) - Avril Lavigne – The Best Damn Thing - 2 Wochen (5. Mai – 18. Mai) - Michael Bublé – Call Me Irresponsible - 2 Wochen (19. Mai – 1. Juni) - Linkin Park – Minutes to Midnight - 1 Woche (2. Juni – 8. Juni) - Céline Dion – D’elles - 2 Wochen (9. Juni – 22. Juni) - Rihanna – Good Girl Gone Bad - 1 Woche (23. Juni – 29. Juni, insgesamt 2 Wochen) - Claude Dubois – Duos Dubois - 1 Woche (30. Juni – 6. Juli) - Bon Jovi – Lost Highway - 3 Wochen (7. Juli – 27. Juli, insgesamt 4 Wochen) - The Smashing Pumpkins – Zeitgeist - 1 Woche (28. Juli – 3. August) - Bon Jovi – Lost Highway - 1 Woche (4. August – 10. August, insgesamt 4 Wochen) - Sum 41 – Underclass Hero - 1 Woche (11. August – 17. August) - Matthew Good – Hospital Music - 1 Woche (18. August – 24. August) - Rihanna – Good Girl Gone Bad - 1 Woche (25. August – 31. August, insgesamt 2 Wochen) - High School Musical 2 (Soundtrack) - 4 Wochen (1. September – 28. September) - Kanye West – Graduation - 1 Woche (29. September – 5. Oktober) - James Blunt – All the Lost Souls - 1 Woche (6. Oktober – 12. Oktober) - Foo Fighters – Echoes, Silence, Patience & Grace - 1 Woche (13. Oktober – 19. Oktober) - Bruce Springsteen – Magic - 1 Woche (20. Oktober – 26. Oktober) - Josh Groban – Noël - 2 Wochen (27. Oktober – 9. November, insgesamt 6 Wochen) - Carrie Underwood – Carnival Ride - 1 Woche (10. November – 16. November) - Britney Spears – Blackout - 1 Woche (17. November – 23. November) - Garth Brooks – The Ultimate Hits - 1 Woche (24. November – 30. November) - Céline Dion – Taking Chances - 2 Wochen (1. Dezember – 14. Dezember, insgesamt 3 Wochen; → 2008) - Josh Groban – Noël - 4 Wochen (15. Dezember 2007 – 11. Januar 2008, insgesamt 6 Wochen) |